# NGC 2550
NGC 2550 je galaksija u zviježđu Žirafi.

## Vanjske poveznice
- SEDS: NGC 2550